# 塔拉西夫齊
48°12′10″N 26°22′2″E / 48.20278°N 26.36722°E
塔拉西夫齊（烏克蘭語：Тарасівці）是位於烏克蘭西南部的村莊，由切爾諾夫策州切爾諾夫策區的萬奇基夫齊市鎮負責管轄。該村處於普魯特河畔，海拔高度127米，2012年人口5,000。